# Farigia malomen
Farigia malomen är en fjärilsart som beskrevs av Dyar 1913. Farigia malomen ingår i släktet Farigia och familjen tandspinnare. Inga underarter finns listade i Catalogue of Life.